# ボーイング787のバッテリー問題
ボーイング787のバッテリー問題（ボーイング787のバッテリーもんだい）では、ボーイング787に2013年に発生した、とくにバッテリー（リチウムイオン二次電池）に起因する電気系統の問題について扱う。
駐機中の日本航空（JAL）機と飛行中の全日本空輸（ANA）機でバッテリーからの出火事故が発生し、アメリカ合衆国連邦航空局 (FAA) は耐空性改善命令を発行した。このため、1979年のマクドネル・ダグラス DC-10以来、運航中のボーイング787すべてが世界中で一時運航停止になるという事態となった。
ボーイング社では電池の事故は1,000万フライトに1回と説明したが、2回の事故はいずれも5万フライト以前だった。

## 概要

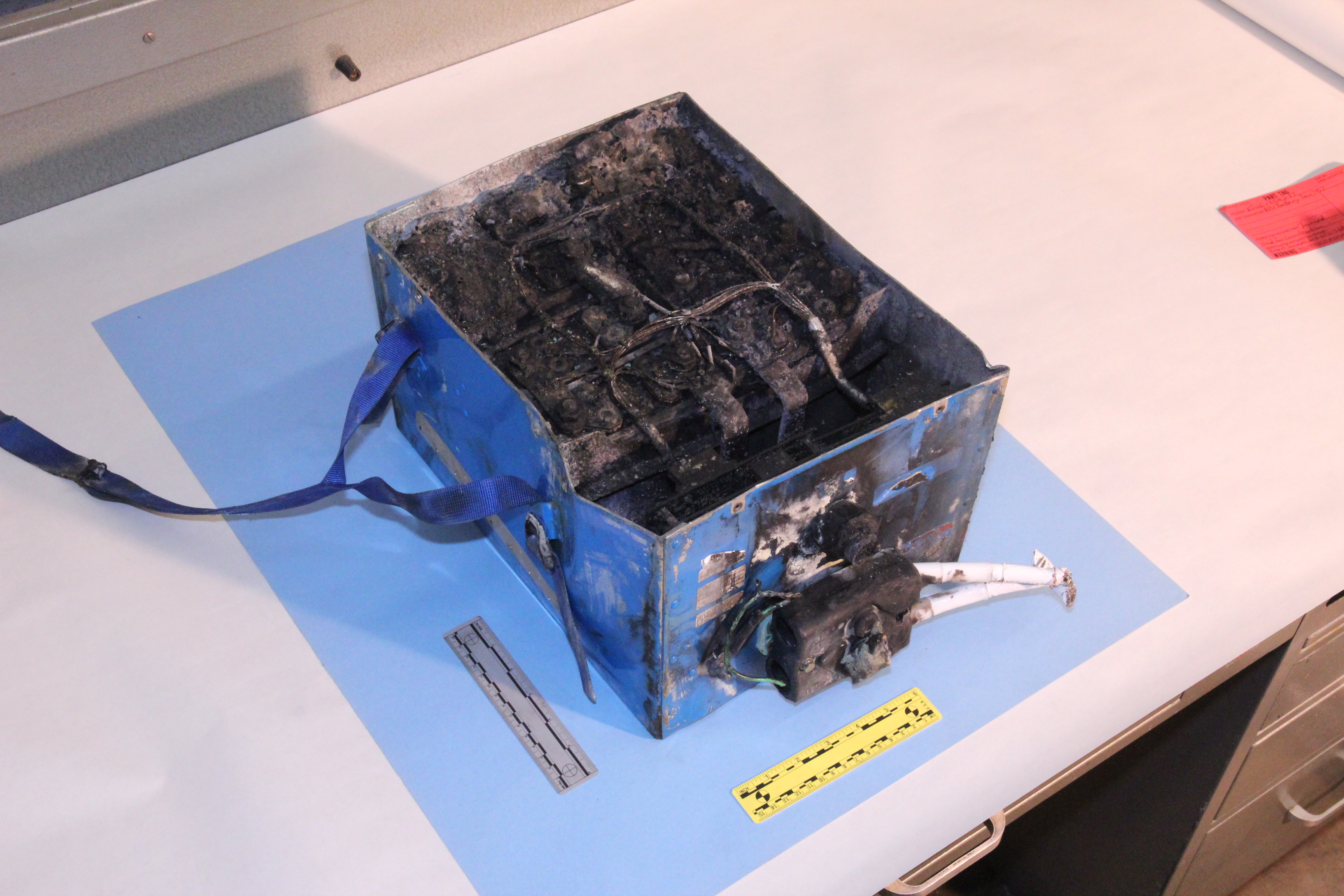
JAL機から回収されたバッテリー

2013年1月7日の現地時間10時半頃、成田国際空港からのフライトを終えボストン・ローガン国際空港で駐機中のJAL008便の機体内部の電池から発火した。また、2013年1月16日8時25分頃、山口宇部空港発東京国際空港行きANA692便が香川県上空10000メートルを飛行中に、操縦席の計器に「機体前方の電気室で煙が感知された」との不具合のメッセージが表示されるとともに異臭もしたため、運航乗務員が緊急着陸を決断、8時47分に高松空港にダイバート（緊急着陸）した。
アメリカ連邦航空局 (FAA) は、ANA機のインシデントを受けて耐空性改善命令を発行してアメリカ国籍の787に対し、運航の一時停止を命じ、世界各国の航空当局に対し同様の措置をとるように求めた。このため、世界各国で運航中の機体すべてが運航停止となった。

## 経過
JAL008便の事案では乗客172人、乗員11人の計183人は既に全員降機しており、人的被害はなかった。事故発生場所はFAAの管轄空港内であり、国家運輸安全委員会 (NTSB) が事故調査にあたっている。ボーイング社は、FAAと共同で包括調査している。
ANA692便は、緊急着陸後に誘導路で脱出スライドを利用し緊急脱出をしたため、5人のけが人がでた。この緊急着陸を、日本の運輸安全委員会が重大インシデントとして調査を進めている。

### 影響
ANAとJALは、所有するすべてのボーイング787の飛行を自主的に一時停止した。
FAAは、ANAの事故を受け、2013年1月16日に耐空性改善命令 (Airworthiness Directives：AD) を発行。この処置を受け、日本の国土交通省はボーイング787の運航停止を命じる耐空性改善通報を出すと発表、この処置を世界各国の航空当局も追随したことから、世界各国で運航中の8社50機の機体すべてが運航停止となった。またボーイング社は、787の納入を一時停止することを決定した。なおFAAが大型旅客機の運航停止を指示したのは1979年に発生したアメリカン航空191便墜落事故によるDC-10以来のことである。
同機材で運航していた路線だけでなく、その路線を他機材で補充運航するために他路線でも欠航、時刻･機材の変更が多発した。また、新規就航予定の延期も発生、経営計画の大幅な変更や修正を強いられたため、数社の航空会社がボーイングに対して補償の権利行使を検討する旨を発表した。
2013年2月26日に国土交通省は、自主的に運航停止を決めたJALとANAの両社に対し、停留料の免除、国際航空運送協会 (IATA) が定める混雑空港で発着枠の80%以上を実際に使用しなかった場合、翌年はその発着枠に対する優先権を与えない国際ルール「Use it or Lose it (U/L) ルール」の適用免除、運航業務から外れたボーイング787運航要員の機種ごとの機長認定の柔軟な取扱い、の3項目の航空会社の負担軽減措置を発表した。

### 運航停止時の所在

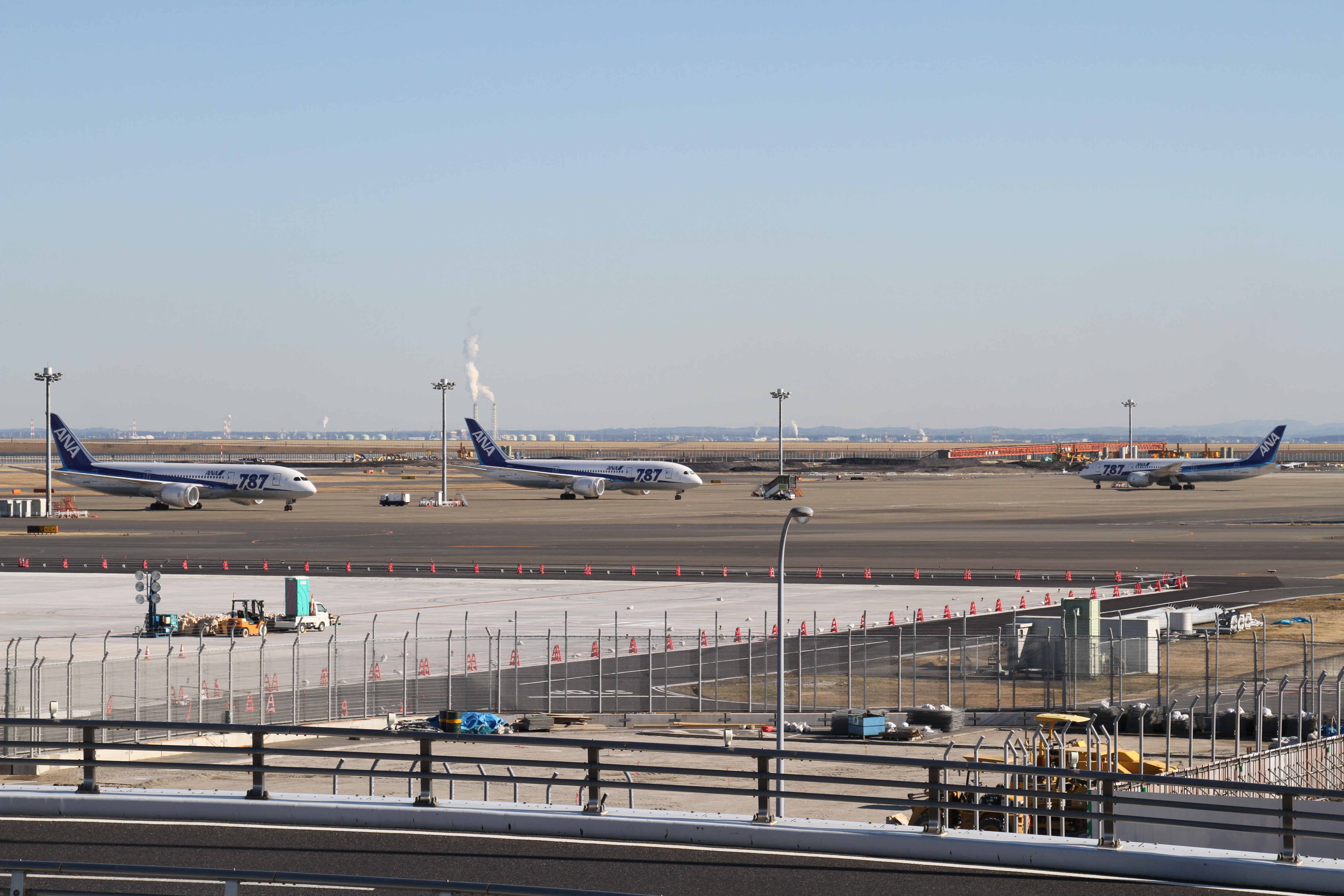
運航停止となり羽田空港に沖止めされるANAのボーイング787（2013年1月27日）JA815A, JA816A, JA803Aの3機

運航停止が世界的にほぼ同時に出され、商業運航中の機体は、世界各地の空港で駐機を余儀なくされた。
- 全日本空輸
17機（10: 東京/羽田、2: 東京/成田、各1: 岡山・熊本・高松・松山・フランクフルト）
- 日本航空
7機（5: 東京/成田、各1: 東京/羽田・ボストン）
- エア・インディア
6機（4: デリー、各1: チェンナイ・ベンガルール）
- ユナイテッド航空
6機（4: ヒューストン、各1: 東京/成田・ロサンゼルス）
- カタール航空
5機（4: ドーハ（旧空港）、1: ロンドン-ヒースロー）
- エチオピア航空
4機（4: アディスアベバ）
- ラン・チリ航空
3機（3: サンティアゴ）
- LOTポーランド航空[24]
2機（各1: ワルシャワ・シカゴ/オヘア）

### 対策
ボーイング社はバッテリー発火対策として、
1. バッテリーのセル単位での発生防止
2. 不具合が生じた際の拡散防止
3. 機体への影響防止

の三段階で対策を提示した。
ショートにつながる結露など、原因として考えられる 約80項目を4グループに分け、セルとバッテリーは設計や製造工程や製造時テストを見直した。セルは絶縁テープで囲み使用される絶縁体も耐熱性や絶縁性を改良し、隣り合うセルや筐体との間でショートが起きないようにした。
また、充電器も電圧を見直し、充電時の上限電圧を低く、また放電時の下限電圧を高めて作動電圧域を狭く設定し、過充電や過放電を防止する。
さらに、新たにバッテリー全体を収めるステンレス製のエンクロージャー（ケース）と専用の排気ダクトを設置。仮に出火した場合も燃焼が続かない環境を維持し、バッテリーから漏れた液体やガスを専用ダクトを通じて機外に放出するなどの対策を施した。ボーイング社によると圧力はこれまでに予想されたもののおよそ3倍の値に耐えられ、エンクロージャー自体の試験は6万時間以上行っているという。
さらにバッテリーの温度などの状態をモニターするパラメーターを増加させた。

### 運航再開承認へ
2013年3月12日、FAAはボーイング社が提示していた改修した新バッテリーシステムの認証計画と試験飛行を承認したことを受けて、同年3月25日と4月5日に新バッテリーシステムに改修した納入待ちの機体で試験飛行を行い新しいバッテリーシステムのデータを収集し、設計通りに機能するかを検証した。
FAAはこれら検証を受けてボーイング社が提案した運航再開に向けたシステムの改修を承認。同年4月26日に『新バッテリーユニットへの改修を行った』ボーイング787の運航再開を許可するAD（耐空性改善命令）の更新発行した。
欧州航空安全機関 (EASA) もFAAのシステム改修承認を受け、同年4月23日に運航再開に向けたシステムの改修を承認。
NTSBは同年4月23・24日の2日間、ボーイング787のリチウムイオン電池に関する公聴会を開催した。同組織としては運航再開承認後もバッテリー火災の原因究明の姿勢を崩していない。
日本の国土交通省航空局 (JCAB) はNTSBの公聴会での結果を確認後、同年4月26日にFAAのAD更新発行を受けて、JCABとして同日夕刻に耐空性改善通報（Technical Circular Directive:TCD）を発行し、『新バッテリーユニットへの改修を行った』ボーイング787の運航再開を承認したが、日本独自の対策として、
1. 各機体改修後の確認飛行（全機を対象に各1回実施）
2. バッテリーに対する安全性の確認（飛行中のバッテリー電圧監視 を全機対象に飛行開始後継続的に実施、使用したバッテリーのサンプリング検査を継続的に実施）
3. 運航乗務員の慣熟飛行を全運航乗務員を対象に実施
4. ボーイング787の安全、運航に関する情報開示をあわせて実施

するよう要請している。

### 運航再開へ
ボーイングはFAAのAD発行に備え、バッテリー改修のための技術者のチームを全世界に派遣し、バッテリー改修はほぼ機体が納機された順で行われる計画であると発表。また、各運航航空会社に問題箇所の指摘とその解決作業手順や整備などの変更を指示する改修指示書（Service Bulletin:SB）を発行した。
2013年4月22日に日本ではANAが国内4（羽田、成田、岡山、松山）空港で、JALが羽田、成田2空港で新バッテリーユニットへの改修を開始。一機当たりの改修に一週間前後かかり、日本国内の改修は同年5月23日までに完了し、同年5月29日には納入されていた全世界50機の改修も完了した。
ANAは、同機種のパイロットが200名近く在籍。運航停止中は自宅待機し、定期的にシミュレーターで訓練を行ってきたが、実機による運航ができなかったことによる操縦技能の低下が予想されることと、機長資格を失効しているパイロットが複数いるため、会社として正式な商業運航再開までに慣熟訓練飛行などを複数回行う予定。また、旅客定期便運航再開よりも前に貨物定期便を再開する予定であることが報じられていて、同年4月28日に羽田発着で約2時間の試験飛行を実施した。同年5月16日には高松空港に緊急着陸したJA804Aが運輸安全委員会の調査なども経てバッテリー改修を行い、121日ぶりに羽田へ回航と確認飛行を実施した。同年5月23日に同社は商業運航再開を前倒しして、同年5月26日の臨時便より商業運航を再開した。
JALは、同年5月2日に羽田と成田の2空港で試験飛行を行った。ボストン・ローガン国際空港で出火した機体は、バッテリーユニットを交換、確認飛行を実施した後5月19日に成田空港に回航され、約130日ぶりに日本へ帰着した。JALにおいてボーイング787は国際線専用で運航されており、同年6月1日から羽田発シンガポール行きの035便を皮切りに順次商業運航を再開した。なお、成田 - デリー線は同年7月12日から、成田 - モスクワ線に関しては同年9月1日からと、完全に停止前の運航規模に復帰するまでは時間をかける計画である。新設を延期していた成田 - ヘルシンキ線は同年7月1日から運航を開始する予定。
エチオピア航空では関係当局の認可を受けて、運航停止後世界の航空会社で初めてボーイング787の運航を現地時間の2013年4月27日10時30分に出発するアディスアベバ - ナイロビ線の801便で再開、同日10時59分にアディスアベバを離陸し、約1時間半飛行後12時31分に着陸して無事運航された。
ボーイングは2013年5月14日に運航再開後初めて787をANAにデリバリーした（機体記号JA818A）。2013年は初めこそバッテリートラブルのため、納入遅れが発生したが会社としては予定通り機体は納入するとしている。
2014年1月14日、成田国際空港で出発準備をしていた機体から白煙が上がり、機体前部のリチウムイオン電池の損傷が確認された。JALによればセルの1個から発煙したが他のセルには波及せず、発生したガスはエンクロージャーに封入され機内に漏れることなくドレン管から機外に排出された。ボーイング社は「787のバッテリーシステムに昨年施した改良は設計通り機能していたとみられる」との見解を示した。

## 原因
ボストンJAL機出火の事故原因として、NTSBは2013年2月に8個の電池セルの中の6番目がショートして熱暴走を起こし他の電池セルに波及した、また国土交通省は2014年2月にバッテリーが異常に過熱して損傷した、とする経過報告をそれぞれ行った。

このバッテリーはジーエス・ユアサ コーポレーション（GSユアサ）が製造したリチウムコバルトタイプの電池であり、フランスのタレス・グループが予備電源システム全体として供給した。問題となっているリチウムイオン二次電池は、一般家庭で使用される乾電池などとは違い、それ単体では使用されず電圧等を制御する制御システムが必須であるが、制御装置はタレス社がLGエレクトロニクスより導入したものだった。
ボーイングは、NTSBが主張している「熱暴走」について、当時のボーイング787のチーフ・プロジェクト・エンジニアである副社長・マイク・シネットが「熱暴走の定義は 人により異なる。われわれは熱や圧力、炎が機体を危険にさらす状態と定義している。ボストン・ローガン国際空港も高松空港もそのレベルではなく、バッテリーに過充電も見られなかった」との見解を述べた。同じ席でボーイングは顧客の航空会社向けには、1つのセルから2つのセルへ波及する一般的に理解される熱暴走という科学的な事項は認識しているものの、顧客向けの説明では機体への重大な影響がある「熱暴走」とは異なるとしている。
NTSBは、2014年9月下旬に公表した最終報告書で、操縦室下部にある大型バッテリーケース内に8つあるリチウムイオン電池の1つで内部ショートによる発熱に伴って大きな電流が発生、他の電池も連鎖的に異常な高温となる「熱暴走」が生じた結果バッテリー全体が損傷し発煙に至った、と指摘した。ショートの原因については、電解液が低温で劣化し電気を伝えにくくなる性質があることが分かり、極度の低温下で電解液中のリチウムイオンがリチウム金属となって析出した、あるいは電池の製造過程で小さな金属片が混入し正極と負極をつなぎショートした、などの複合要因で発生した可能性があるが、バッテリーが激しく損傷し炭化したためにショート原因は特定できなかった。
なお、ボーイングは一連の問題以降もジーエス・ユアサ コーポレーション（GSユアサ）製の電池を継続使用するとしている。